# Nediljko Labrović
Nediljko Labrović (Split, 10 de octubre de 1999) es un futbolista croata que juega en la demarcación de portero para el F. C. Augsburgo de la 1. Bundesliga.

## Trayectoria
Debutó como futbolista profesional con el NK Junak Sinj en 2016, equipo en el que permaneció durante dos temporadas y disputó 52 partidos de liga. En 2018 fichó por el HNK Šibenik, compitiendo en la Segunda Liga de Croacia, donde permaneció durante otras dos temporadas. El 9 de junio de 2021 se marchó traspasado al HNK Rijeka. Debutó en la Primera Liga de Croacia el 17 de julio en un partido contra el HNK Gorica, finalizando por 2-0 a favor del equipo de Rijeka.
En junio de 2024, antes de disputar la Eurocopa con Croacia, fichó por el F. C. Augsburgo y firmó por cinco temporadas.

## Selección nacional

### Participaciones en Eurocopas
| Copa          | Sede     | Resultado    | Partidos | Goles |
| ------------- | -------- | ------------ | -------- | ----- |
| Eurocopa 2024 | Alemania | Primera fase | 0        | 0     |

## Clubes
| Club            | País     | Año       | Partidos | Goles |
| --------------- | -------- | --------- | -------- | ----- |
| NK Junak Sinj   | Croacia  | 2016-2018 | 52       | 0     |
| HNK Šibenik     | Croacia  | 2018-2021 | 74       | 0     |
| HNK Rijeka      | Croacia  | 2021-2024 | 109      | 0     |
| F. C. Augsburgo | Alemania | 2024-     | 17       | 0     |